# Pere Urgellès i Marquès
Pere Urgellès i Marquès (Barcelona, 1907 - Barcelona, 1995) va ser un pintor i escultor català especialista en figures de ferro. Va estudiar a l'Escola d'Arts i Oficis Artístics de Barcelona. Va exercir de professor d'escultura de ferro a l'Escola Massana. També s'encarregà de dirigir el Taller de Ferros Artístics Urgellès.
En l'àmbit de la pintura, arribà a fer exposicions individuals dels seus quadres tant a Barcelona l'any 1978 com a Sitges l'any 1979.